# Nora Salinas
Nora Alicia Ortiz Salinas (Monterrey, Nuevo León, 7 de junio de 1976) es una actriz mexicana. 
Es recordada por haber interpretado al personaje de Estefanía Larios «Tía Pelucas», en la telenovela Carita de ángel (2000-01). Obtuvo un premio Diosa de Plata a mejor actriz por su intervención en la película Cicatrices (2005).

## Biografía y carrera

### 1976-1996: primeros años e inicios artísticos
Nació en Monterrey y vivió desde niña en Reynosa, una ciudad fronteriza con Estados Unidos, en el estado de Tamaulipas. Tiene cinco hermanos: Rodolfo, José Luis, Natalia, Gisela y Karla. Su madre se llama Nora Salinas de León y su padre Rodolfo Calera Anzaldùa.
En 1993, Nora representó a Reynosa en el concurso de Miss Tamaulipas y ganó el certamen. Fue a la Ciudad de México para tomar parte en el concurso La Chica TV y tuvo un gran éxito, quedando en tercer lugar. En el concurso conoció a Eugenio Cobo, director del Centro de Educación Artística de Televisa (CEA) y le comentó que su sueño era ser actriz: finalmente, Nora consiguió entrar al CEA y se mudó a la Ciudad de México  para estudiar. Ese año también gana el concurso El rostro de El Heraldo de México.
Su primer estelar fue en Agujetas de color de rosa en 1994. El productor Luis de Llano la llamó para participar en esta telenovela familiar, donde interpretaba a Jessica, una muchacha rebelde y roquera. En 1996 intervino en la novela juvenil Confidente de secundaria, donde dio vida a la caprichosa Bianca. Esa novela fue un semillero de talentos jóvenes de Televisa: Irán Castillo, Karyme Lozano, Flavio César, Martha Aguayo, Francesca Guillén, Gerardo Quiroz, Sergio Mayer, Sergio Blass (exintegrante de Menudo formando parte del grupo en el periodo 1986-1990), Alejandra Barros, Consuelo Duval, Arleth Terán, Fey, entre otros.

### 1997-1999: consagración actoral
En 1997, Nora hizo su primer estelar en teatro como La Cenicienta, e interpretó el papel de Graciela en la novela Esmeralda, realizando una gran interpretación. El personaje de Graciela, tan complejo y emotivo, supuso la primera parte de su carrera y el papel que lanzó a Nora a la internacionalización. En este mismo año y al lado de Fernando Colunga, su compañero de gala de Esmeralda, tuvo gran éxito en el teatro con la obra El Pecado no... Original, producida por Ernesto Laguardia. La obra estuvo de gira por América del Sur y Estados Unidos. Llegado este momento, las complicaciones que desde niña había tenido con el aparato digestivo hicieron que fuera operada del colon. En 1999 interpretó el papel de Fedra en el melodrama Rosalinda. Actuó junto a Thalía, Fernando Carrillo y Angélica María, que le ayudó mucho con sus consejos y experiencia durante las grabaciones. Aunque en México la novela no tuvo el éxito que se esperaba, sí lo tuvo grande en el extranjero.
En 1999, en DKDA Sueños de juventud, Nora encarnó a Leticia, su mejor villana, demacrada, alcohólica y lunática. Sólo tres días después del final de DKDA participó en Carita de ángel, una telenovela infantil, interpretando a Estefanía, conocida como "La Tía Pelucas". Este fue el segundo parte aguas en su carrera, que le valió el cariño de los niños y reafirmó su proyección a nivel internacional. Ese verano, Nora terminó su noviazgo con José María Fernández, arquitecto y hermano de la actriz Chantal Andere.

### 2000-presente: carrera posterior
En 2001 Nora recibió su primera oportunidad de protagonizar una telenovela por primera vez con María Belén, donde se encargó de interpretar el personaje de Ana, una psicóloga que descubre el amor maternal al conocer a María Belén. Nora demostró que tenía el peso actoral para sacar avante el rol protagónico. Al final del año, Nora volvió con una protagonista en el especial Navidad sin fin.
En 2002, Nora Salinas estaba confirmada originalmente para ser la protagonista de la telenovela infantil ¡Vivan los niños!, la nueva versión del melodrama Carrusel, interpretando el personaje de la "maestra Lupita" una maestra dulce y buena que entablará con los niños una relación algo más que de maestra y alumnos, pero su embarazo y boda con el empresario queretano Miguel Borbolla paralizaron su carrera. El papel quedó en manos de la actriz y conductora Andrea Legarreta. La boda se celebró por lo civil, estando Nora en su cuarto mes de gestación. Los esposos se trasladaron a vivir a Querétaro, en México. Su primer hijo nació el 1 de septiembre de 2002 y recibió el nombre de José Miguel.
Nora no regresó a los sets hasta 2004, con la telenovela infantil Amy, la niña de la mochila azul, con el papel de Emilia, una tierna doctora. En marzo de este mismo año anunció que estaba separada de su esposo. Aunque la pareja intentó arreglar sus problemas, firmaron el divorcio en septiembre, sin que ninguna de las dos partes diera declaraciones sobre los motivos de su ruptura.
En agosto de 2004, Nora hizo por primera vez cine, protagonizando la película Cicatrices al lado de Rodrigo Abed. La película retrata crudamente el drama causado por la violencia familiar. Según afirmó Nora, su personaje, Clara, fue el más difícil en su carrera. La película se estrenó el 15 de septiembre de 2005 en México. Estuvo en cartelera durante once semanas y se convirtió en una de las cinco películas mexicanas más taquilleras del año. Nora recibió la Diosa de Plata como Actriz Revelación por su actuación en Cicatrices, este premio es el más reconocido en el mundo cinematográfico mexicano, después del Premio Ariel. El mismo año, intervino en Sueños y caramelos, una nueva telenovela infantil. Se encargó de interpretar a Lupita, un maniquí con vida. Este papel le exigió muchos recursos actorales, sobre todo, un control exacto sobre los movimientos de su cuerpo y respiración. Quedó comprobado su carisma con el público infantil.
En 2006, Nora participa en el melodrama La fea más bella. Interpreta a Carolina, el hada madrina que ayuda a Lety a convertirse en una mujer bella tanto exterior como interiormente. Papel por el cual obtiene la nominación como Mejor Actriz de Reparto en la Edición 2007 de los premios TvyNovelas.
En 2008, en la producción de Salvador Mejía Fuego en la sangre, hace una participación protágonica interpretando a Sarita Elizondo junto a Adela Noriega y Elizabeth Álvarez.
En 2009 se integra a Atrévete a soñar en un participación especial en agradecimiento a Luis del Llano interpretándose a ella misma.
A principios de 2010 confirma que espera un hijo de su pareja, Mauricio Becker y el 20 de julio de 2010 nace la niña llamada Scarlett. En septiembre de 2012 comunica que se separa de Mauricio, alegando que sufría de violencia doméstica.
En 2013, en la producción de Salvador Mejía, La tempestad, hace una participación junto a William Levy y Ximena Navarrete. En 2014 se integra al elenco de la telenovela La malquerida. En 2015 es la villana principal de Amores con trampa.
En 2017 es una de las protagonistas de El bienamado junto a Jesús Ochoa, Chantal Andere e Irán Castillo producida por Nicandro Díaz González.

## Filmografía

### Televisión
| Año       | Título                          | Personaje                                | Notas                              |
| --------- | ------------------------------- | ---------------------------------------- | ---------------------------------- |
| 1994-1995 | Agujetas de color de rosa       | Jessica                                  |                                    |
| 1996      | Confidente de secundaria        | Bianca Bermúdez                          |                                    |
| 1997      | Esmeralda                       | Graciela "Gracielita" Peñarreal Linares  |                                    |
| 1999-2006 | Mujer, casos de la vida real    | Varios personajes                        | 18 episodios                       |
| 1999      | Rosalinda                       | Fedra Pérez Romero                       |                                    |
| 1999-2000 | DKDA: Sueños de juventud        | Leticia del Rosal                        |                                    |
| 2000-2001 | Carita de ángel                 | Estefanía Larios de Gamboa "Tía Pelucas" |                                    |
| 2001      | María Belén                     | Ana del Río                              |                                    |
| 2001-2002 | Navidad sin fin                 | Alejandra Huerta                         |                                    |
| 2003      | La hora pico                    | Ella misma / Varios personajes           | Episodio: "Invitada: Nora Salinas" |
| 2004      | Amy, la niña de la mochila azul | Emilia Álvarez-Vega                      |                                    |
| 2005      | Sueños y caramelos              | Lupita                                   |                                    |
| 2006-2007 | La fea más bella                | Carolina Ángeles                         |                                    |
| 2007      | Destilando amor                 | Karen                                    |                                    |
| 2007      | Amor sin maquillaje             | Adriana                                  |                                    |
| 2008      | Fuego en la sangre              | Sarita Elizondo Acevedo                  |                                    |
| 2009      | Tiempo final                    | Cristina Sarmiento                       | Episodio: "Periodista"             |
| 2009      | Atrévete a soñar                | Ella misma                               | Episodio: "68-72"                  |
| 2011      | Como dice el dicho              | Elena                                    | Episodio: "Quien mucho amenaza"    |
| 2012      | Un refugio para el amor         | Aurora Talancón                          |                                    |
| 2013      | La tempestad                    | Rebeca Reverte                           |                                    |
| 2014      | La malquerida                   | Juliana Palacios                         |                                    |
| 2015      | Amores con trampa               | Estefany del Río                         |                                    |
| 2017      | El bienamado                    | Dulcina Samperio                         |                                    |
| 2018      | Hijas de la luna                | Esmeralda                                |                                    |
| 2018-2019 | Simón dice                      | Diana Camargo                            |                                    |
| 2019      | Por amar sin ley                | Raquel Campos                            |                                    |
| 2020-2021 | La mexicana y el güero          | Helena Peñaloza de Heredia               |                                    |

### Cine
- Cicatrices (2005) - Clara Duran
- Vacaciones de terror 2 (1991) - mujer en c.t

### Teatro
- A la orilla del río (2014-2015)

## Premios y nominaciones

### Premios TVyNovelas
| Año  | Categoría                 | Título                   | Resultado |
| ---- | ------------------------- | ------------------------ | --------- |
| 2007 | Mejor actriz de reparto   | La fea más bella         | Nominada  |
| 2000 | Mejor villana             | Rosalinda                | Nominada  |
| 1998 | Mejor actriz de reparto   | Esmeralda                | Ganadora  |
| 1997 | Mejor revelación femenina | Confidente de secundaria | Nominada  |

### Diosas de Plata
| Año  | Categoría                 | Título     | Resultado |
| ---- | ------------------------- | ---------- | --------- |
| 2006 | Mejor revelación femenina | Cicatrices | Ganadora  |